# Червы (Windows)
«Червы» (англ. «Hearts», дословно — «Сердца») — программная реализация одноимённой игры, входящая в состав ОС Microsoft Windows. Впервые игра была представлена в Windows 3.1 в 1992 году, являясь с тех пор включённой в каждую версию Windows. В Windows 10 отсутствует в стандартном наборе.

## История разработки
«Червы» была впервые включена в Windows для рабочих групп 3.1 (Windows for Workgroups 3.1), выпущенной осенью 1992 года. Расширенная версия Windows 3.1 имела новую сетевую технологию под названием NetDDE. Для демонстрации нововведения сотрудники Microsoft решили использовать новую игру, которая позволяла бы нескольким пользователям играть одновременно через компьютерную сеть. Прямая взаимосвязь была очевидна из-за оригинального названия приложения «The Microsoft Hearts Network».
Игру продолжали включать в последующих версиях ОС Windows, хотя она и отсутствовала в версиях Windows NT 4.0 и Windows 2000. Меню «справка» содержала цитату из трагедии «Юлий Цезарь», написанной Шекспиром — «Друзья, я пришёл не для того, чтобы похитить ваши сердца...» (англ. «I come not, friends, to steal away your hearts...»). В более поздних версиях Windows, начиная с Vista, данная цитата была убрана, а название игры заменено современным вариантом. Функция сетевой игры была удалена, начиная с версии Windows XP.
До версии Windows Vista имена оппонентов по умолчанию указывались как Полина, Мишель и Бен. Первой является супруга сотрудника Microsoft, который нашёл один из багов программы. Второй был работником Microsoft, уволившимся в 1995 году. Третье имя принадлежит ребёнку одного из трудолюбивых сотрудников Microsoft. В русской версии также существовал другой вариант имён игроков: Трус, Балбес и Бывалый.
Начиная с Windows Vista, вместо имён оппонентов используется название сторон света — «Запад», «Север» и «Восток». Кроме того, эта версия игры больше не запрашивает имя игрока, которое необходимо было вводить при запуске, а вместо этого использует имя учётной записи пользователя.

## Игровой процесс

Игра «Червы» в среде Windows 7

Правила компьютерной игры совпадают со стандартными правилами игры червы. Все трое оппонентов управляются компьютером. Побеждает тот, у кого меньше всего очков по результатам подсчёта взяток. Счёт ведется до 100 очков.
В начале игры игрок получает тринадцать случайных игральных карт, после чего необходимо выбрать любые три из них. Во время первой раздачи эти три карты передаются оппоненту слева, второй — оппоненту напротив, при третьей раздаче карты забирает оппонент справа. Каждую четвёртую раздачу игроки не передают карты. При последующих раздачах цикл повторяется.
Червы является карточной игрой со взятками. В первой раздаче ход делает игрок, имеющий двойку треф. Именно эта карта выкладывается первой, а другим игрокам необходимо скинуть карту той же масти. Если карт такой масти нет, допускается скидывание карты другой масти. Заходить с червовой масти разрешается только после того, как одна из карт этой масти будет сброшена либо у игрока остались карты только этой масти. Взятку забирает тот игрок, чья карта старше. Старшинство карт — от двойки до туза по возрастанию, при этом бить старшей картой не обязательно. Козырей в игре нет. В последующих раздачах первым ходит победитель предыдущей сдачи карт.
Цель состоит в наборе меньшего количества очков. Любая червовая карта считается за 1 очко, а пиковая дама за 13 очков, другие карты не считаются.
Концепция отмены хода не существует в компьютерной версии игры червы. В реальной же игре предусмотрен штраф игроку за отмену хода.
После раздачи счёт игроков автоматически подсчитывается и заносится в таблицу, которая отображает общий результат текущей игры. Исключением является прием «прокрутка динамо» — любой игрок может собрать все червовые карты и даму пик, из-за чего этот игрок получит ни одного очка, а всем его оппонентам начислят 26 очков.
Новая игра начинается после определения победителя, который определяется меньшим количеством общих очков. Данное действие происходит, когда один из игроков набирает 100 общих очков.